# Distúrbio (ecologia)

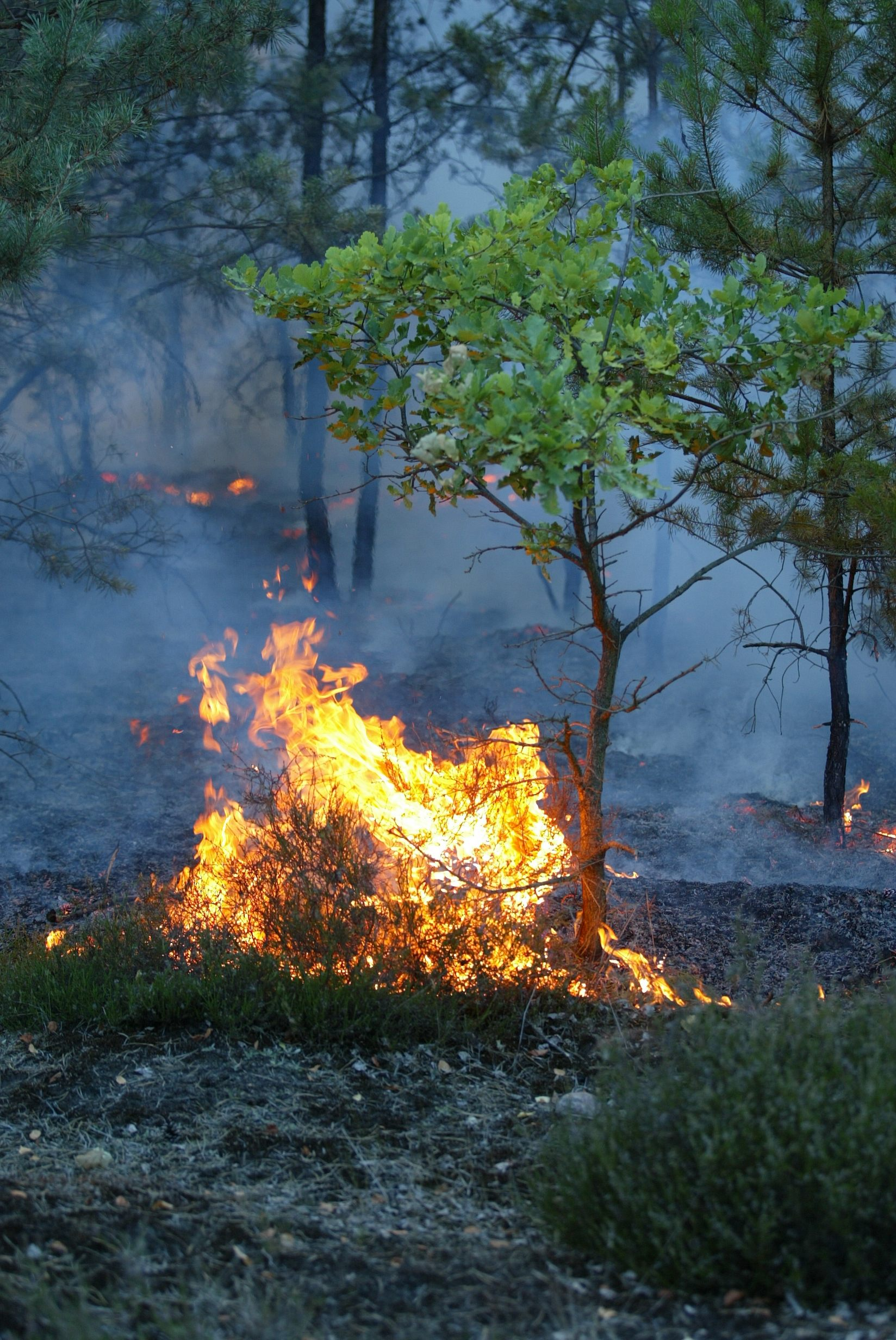
Incêndio em uma floresta

Em ecologia, distúrbio é uma alteração transitória em um ecossistema, ou seja, tudo aquilo que inicia, interrompe ou redireciona o processo de sua sucessão ou regeneração. Fogo, ação de herbívoros, queda de árvores, inundações, revolvimento de solo, deslizamentos de terra, atividades vulcânicas, ataques de insetos, entre outros, constituem distúrbios.

## Condições de distúrbio
Condições específicas são muitas vezes necessárias aos distúrbios e ocorrem freqüentemente como parte de um ciclo. Quando essas condições são influenciadas pelo clima (estiagens, inundações, fogo, etc) o distúrbio pode adquirir caráter periódico.

## Dimensões do distúrbio
O distúrbio pode ser considerado em três dimensões: espaço, tempo e magnitude. 
1. Espaço: refere-se à localização e extensão do distúrbio. A dinâmica de uma mancha de vegetação onde ocorreu um distúrbio é afetada por sua extensão. Por exemplo, o efeito do fogo sobre uma mancha de vegetação se intensificará de acordo com o tamanho das manchas queimadas; quanto menor o tamanho das manchas, maior será a extensão das bordas com manchas não queimada e, conseqüentemente, mais fácil a colonização dos espaços pelas plantas sobreviventes.
2. Tempo: inclui época, previsibilidade e freqüência do distúrbio. Por exemplo, a época de ocorrência de distúrbios pode afetar as espécies de forma diversificada. A freqüência com que o fogo ocorre reduz a sua extensão e magnitude, pois menos material combustível se acumula. Se a freqüência for a curto prazo é considerada um distúrbio, flutuação no gradiente de vegetação no tempo; a médio prazo ocorrerá sucessões e regenerações; e a longo prazo (milênios) pode haver mudanças drásticas na fitofisionomia e até mesmo especiação.
3. Magnitude: é a severidade do evento, indicada pelos seus efeitos nos organismos. A amplitude da ação de herbívoros pode ser avaliada pelo grau de perda de biomassa, e depende da densidade de herbívoros em relação à disponibilidade de forragem. A escala das observações é importante, pois o distúrbio raramente é homogêneo, sendo que o grau de seletividade de tipos de comunidades, manchas, plantas ou partes de plantas individuais depende do comportamento do herbívoro, por exemplo.[1]

## Espécies favorecidas por situações de distúrbio
Espécies que se beneficiam das condições criadas pelos distúrbios, estando bem adaptadas a colonizar estes ambientes são chamadas de pioneiras. Espécies vegetais que colonizam clareiras são em geral, intolerantes à sombra e capazes de altas taxas de fotossíntese, crescendo rapidamente. O crescimento rápido é normalmente compensado por curtos períodos de vida (estrategistas r). Embora estas espécies consigam dominar imediatamente o ambiente após o distúrbio, são incapazes de competir com espécies estrategistas k (tolerantes à sombra, maior investimento em biomassa) e posteriormente substituídos por estas espécies no decorrer da sucessão ecológica.

## Fogo como distúrbio
O fogo é um dos mais importantes agentes de distúrbio dos ecossistemas.

### Importância
Os principais efeitos do uso do fogo estão relacionados a alterações biológicas e químicas, afetando o funcionamento dos ecossistemas, influenciando na:
- Sucessão vegetal, composição e estrutura florestal;
- Acúmulo de serrapilheira;
- Ciclagem de nutrientes;
- População de insetos;
- Banco de sementes no solo;
- Rebrota de espécie arbustivo-arbórea;
- Redução ou alteração da população microbiana;
- Alteração no pH;
- Aumento da fonte de carbono orgânico no solo;
- Oxidação da matéria orgânica.[3][4]

### Fogo e os Biomas Savânicos do Cerrado
Nos biomas savânicos do Cerrado, o fogo apresenta alta freqüência, com uma série de efeitos observados principalmente em relação à temperatura (do solo e do ar), umidade, nutrientes, estratégias da flora, produtividade primária e ao desenvolvimento das plantas. Sua ação no estrato herbáceo-subarbustivo resulta na rápida mineralização e na acelerada ciclagem dos nutrientes (transferência dos nutrientes minerais nela existentes para a superfície do solo), sob a forma de cinzas, dessa forma, nutrientes que estavam na serrapilheira, são devolvidos rapidamente ao solo e colocados à disposição das raízes. 
Existem hoje indicações de que tais nutrientes, uma vez na superfície do solo, não são profundamente lixiviados pela água das chuvas; ao contrário, seriam rápida e avidamente reabsorvidos pelos sistemas radiculares mais superficiais, sobretudo do estrato herbáceo. De certa forma, o fogo transferiria nutrientes do estrato lenhoso para o herbáceo, beneficiando este último. Quando há destruição da vegetação arbustivo-arbórea pelo fogo (influenciando também a redução do porte das árvores e o aumento da sua tortuosidade), espécies de gramíneas são favorecidas pelo aumento nos níveis de luz que estimulam o perfilhamento, além do aumento na disponibilidade de nutrientes já mencionado.
A rebrota de gramíneas é um fator importante na regeneração pós-fogo, conferindo valores elevados de biomassa para este grupo de plantas e contribuindo assim com a ciclagem dos nutrientes. As espécies herbáceas e subarbustivas exercem importante papel na proteção do solo contra processos erosivos. Além disto, essas plantas passam a incorporar matéria orgânica ao solo, podendo fornecer condições ecológicas mais favoráveis ao estabelecimento de outras espécies arbustivas e arbóreas, gerando assim um modelo sucessional de facilitação.
Por outro, a ação indiscriminada do fogo diminui a quantidade de material orgânico, fonte energética dos microrganismos, que, assim, culmina na diminuição da população da mesofauna e conseqüentemente na perda da capacidade produtiva do solo.

### Fogo e a Floresta Amazônica
Florestas tropicais úmidas são, normalmente, imunes ao fogo porque a cobertura densa do dossel mantém altos níveis de umidade no sub-bosque, evitando que a camada de folhas mortas e galhos finos sequem e se incorpore à carga potencial de combustível. Nos biomas florestais amazônicos, a maioria das árvores apresentam epiderme protetora muito fina, o que confere às espécies arbóreas uma baixa capacidade em tolerar o estresse térmico causado pelas queimadas. 
O fogo rasteiro tem grande potencial de destruição dessas florestas constituindo uma forma de distúrbio. Essa ameaça, junto com o corte seletivo de madeira de lei (que facilita a entrada de radiação solar, a perda de umidade e aumenta a carga de combustível no sub-bosque e na serrapilheira) e o processo de fragmentação das florestas (que expõe milhões de quilômetros de bordas de floresta a microclimas mais secos, aumentando assim sua suscetibilidade à combustão), pode transformar grandes áreas de dossel fechado em ecossistemas semi-abertos bastante simplificados, permitindo que espécies pioneiras, como a taboca (Guadua paniculata) e a tiririca (Rhynchospora spp.) dominem o sub-bosque.
De um modo geral, áreas de florestas submetidas ao fogo possuem uma redução significativa na fauna de vertebrados de médio e grande porte, o que pode ser atribuído a mudança na estrutura do ecossistema. Muitas aves morrem asfixiadas pela fumaça, e outras migram, pelo menos temporariamente, para áreas próximas não atingidas pelo fogo. Por outro lado, espécies associadas a habitats perturbados aumentam em abundância na área queimada. Espécies que se alimentam de insetos se mostram muito vulneráveis à perturbação do fogo, enquanto as que vivem de néctar e grãos se beneficiam das alterações induzidas. A disponibilidade e a qualidade de sementes no solo das florestas dependem diretamente da estrutura e composição das formações florestais, sendo, portanto diretamente influenciadas pelo estágio de sucessão e distúrbios.